# Coenosia brunneipennis
Coenosia brunneipennis är en tvåvingeart som först beskrevs av Cui, Xue och Liu 1995.  Coenosia brunneipennis ingår i släktet Coenosia och familjen husflugor.
Artens utbredningsområde är Guangdong (Kina). Inga underarter finns listade i Catalogue of Life.